# Dorfkirche Großrössen

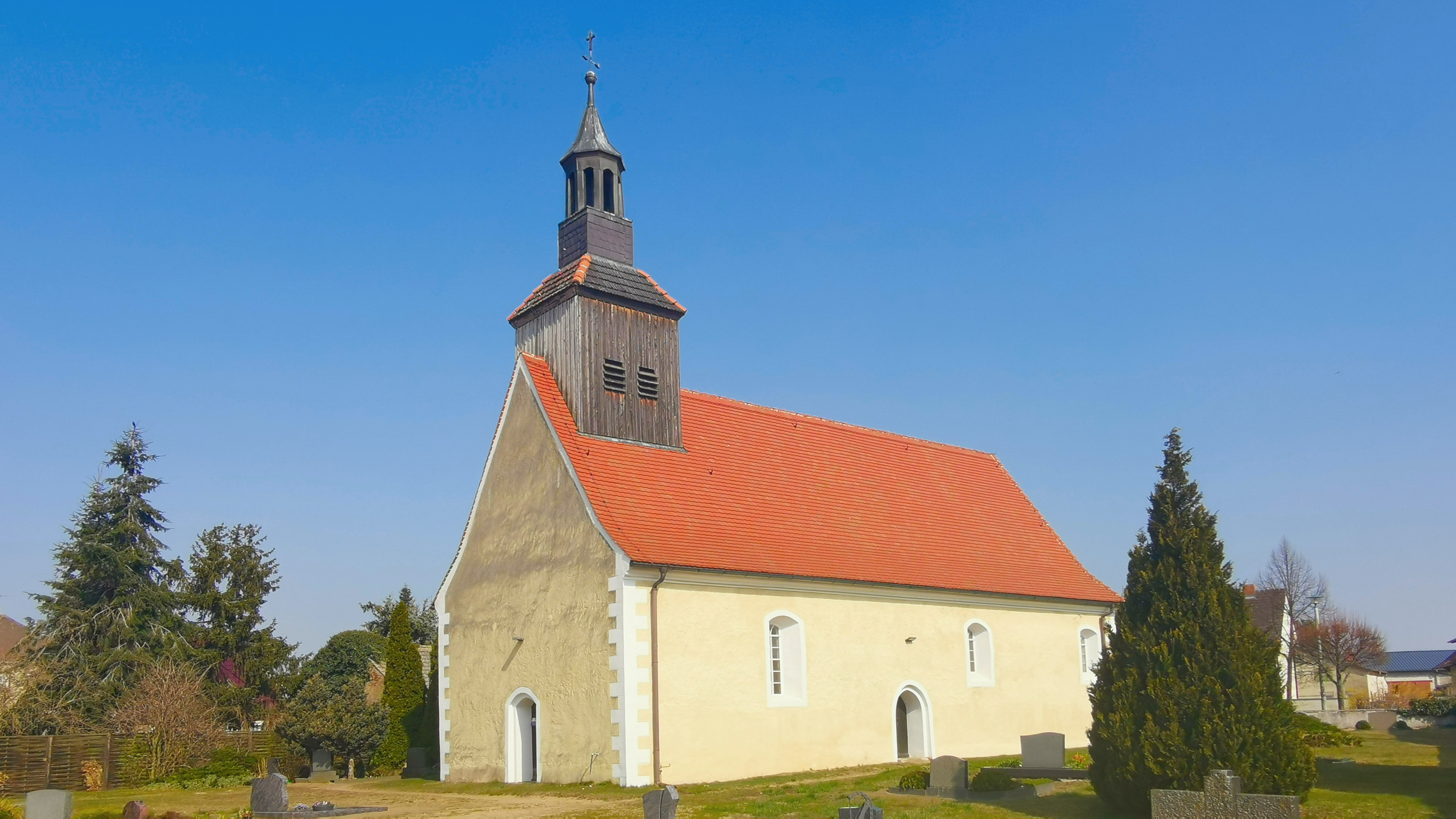
Dorfkirche Großrössen

Die evangelisch-lutherische Dorfkirche Großrössen ist ein denkmalgeschütztes Kirchengebäude im Ortsteil Großrössen der Kleinstadt Falkenberg/Elster im südbrandenburgischen Landkreis Elbe-Elster.

## Baubeschreibung und -geschichte
Die Dorfkirche Großrössen ist ein um 1500 errichteter Saalbau mit dreiseitigem Ostschluss. Das Gebäude besteht aus einem Mischmauerwerk, wofür neben Feldsteinen auch Raseneisenstein und Backsteine verwendet wurden. Im Westen des mit einem Satteldach versehenen Kirchenschiffs wurde ein quadratischer Turm in Form eines Dachreiters aufgesetzt, der ursprünglich um 1700 entstand und im Jahre 1856 erneuert wurde. Versehen wurde der Dachreiter mit einem Zeltdach und einer darüber befindlichen Laterne. Im Norden ist eine im 19. Jahrhundert entstandene Vorhalle zu sehen.
Im Inneren der Kirche finden sich eine flache Holzbretterdecke und ein Ziegelfußboden. Ausgestattet ist sie mit einer Hufeisenempore. An der Nordempore schließt sich außerdem eine mit Holzgittern versehene Patronatsloge an.
Der westliche Teil der Empore dient als Orgelempore. Die hier befindliche Orgel ist ein Instrument, welches 1910 der Zörbiger Orgelbaumeister Wilhelm Rühlmann (1842–1922) schuf (op. 324). Sie besitzt eine pneumatische Kegellade, ein Manual und sechs Register.
Weitere Ausstattungsstücke des Bauwerks sind unter anderem ein hölzerner polygonaler Kanzelkorb, ein Altarretabel mit spätgotischem Holzrelief und ein aus dem 15. Jahrhundert stammendes Holzkruzifix. Die ebenfalls hölzerne Taufe wurde im 19. Jahrhundert vom Herzberger E. Schulze gefertigt. Die dazugehörige Taufschale entstammt dem 18. Jahrhundert und besteht aus Zinn.
Großrössen gehört heute zur Kirchengemeinde Falkenberg/Elster im Kirchenkreis Bad Liebenwerda der Evangelischen Kirche in Mitteldeutschland. Zu Falkenberg gehören heute außer die Kirchen in Falkenberg und Großrössen, die Kirchen in Schmerkendorf und Kleinrössen.